# Galliena (aranya)
|  | Per a altres significats, vegeu «Galliena». |

Galliena és un gènere d'aranyes araneomorfes de la família dels Cicloctènids (Cycloctenidae). Fou descrita per primera vegada l'any 1898 per Simon.

## Taxonomia
El gènere Galliena, segons el World Spider Catalog de 2017, només té una espècie: Galliena montigena, que es troba a Java.